# Pablo Bengoechea
Pablo Javier Bengoechea Dutra, mais conhecido como Pablo "el profesor" Bengoechea (Rivera, 27 de Junho de 1965), é um treinador e ex-futebolista uruguaio que atuava como meio-campo. Dirigiu a Seleção Peruana de Futebol no ano 2014. Atualmente é diretor esportivo do Peñarol

## Carreira

### Como futebolista
Tendo como ídolo no futebol o brasileiro Paulo Roberto Falcão, Bengoechea foi revelado pelo Oriental, clube de sua cidade natal. Profissionalizou-se em 1985, com 20 anos de idade, no  Wanderers. As boas atuações pelos Bohemios lhe renderam a primeira convocação para a Seleção Uruguaia, em 1986, e a sua contratação por parte do Sevilla.
No clube espanhol, El Profesor foi o líder do meio-campo, marcando 26 gols em 135 partidas. Contratado pelo Gimnasia La Plata, não se deu bem no time argentino, tendo atuado em 16 partidas.
Bengoechea retornou ao Uruguai em 1993 para defender o Peñarol, onde iniciou uma longa e frutífera trajetória a serviço dos aurinegros de Montevidéu. Em dez anos a serviço do Peñarol, o meia marcou 82 gols em 245 partidas. El Profesor despediu-se dos gramados em 2003, aos 38 anos de idade, e em seguida abriu um restaurante batizado de El Diez (outro apelido do jogador).

#### Seleção
Bengoechea estreou na Seleção Uruguaia em 1986, mas não foi chamado para a Copa do México, realizada naquele mesmo ano.
Disputou sua primeira - e única - Copa do Mundo em 1990, na Itália, tendo marcado um gol na partida contra a Bélgica. Depois de o Uruguai capitular nas Eliminatórias para as Copas de 1994 e 1998, Bengoechea perdeu a chance de ficar empatado com o goleiro Ladislao Mazurkiewicz em participações em Copas. Quando a Celeste Olímpica obteve a vaga para a Copa de 2002, El Profesor já estava fora da equipe desde 1997. Disputou a Copa América em 1987, 1989, 1995, 1997, sendo campeão em 1987 e 1995, fazendo gols em ambas finais, contra o Chile e Brasil, respectivamente.

### Como treinador
Durante os anos de 2005 a 2006, foi assistente técnico de seu amigo Óscar Aguirregaray, no River Plate e exerceu a mesma função na Seleção do Peru, sendo em Março de 2014, nomeado como treinador dessa seleção. Também foi assistente técnico do Cruz Azul do México, da Universidade do Chile, e do Danubio do Uruguai. Em 2015 assumiu o Peñarol, sendo demitido em 2016.

## Títulos

### Como jogador
Montevideo Wanderers
- Torneo Competencia:1 (1987)

Peñarol
- Campeonato Uruguaio de Futebol: 7 (1993, 1994, 1995, 1996, 1997, 1999, 2003)

Seleção Uruguaia
- Copa América: 2 (1987, 1995)

### Como treinador
Peñarol
- Campeonato Clausura : 1 (2015)
- Campeonato Apertura : 1 (2015)